# 1851년 프랑스 쿠데타

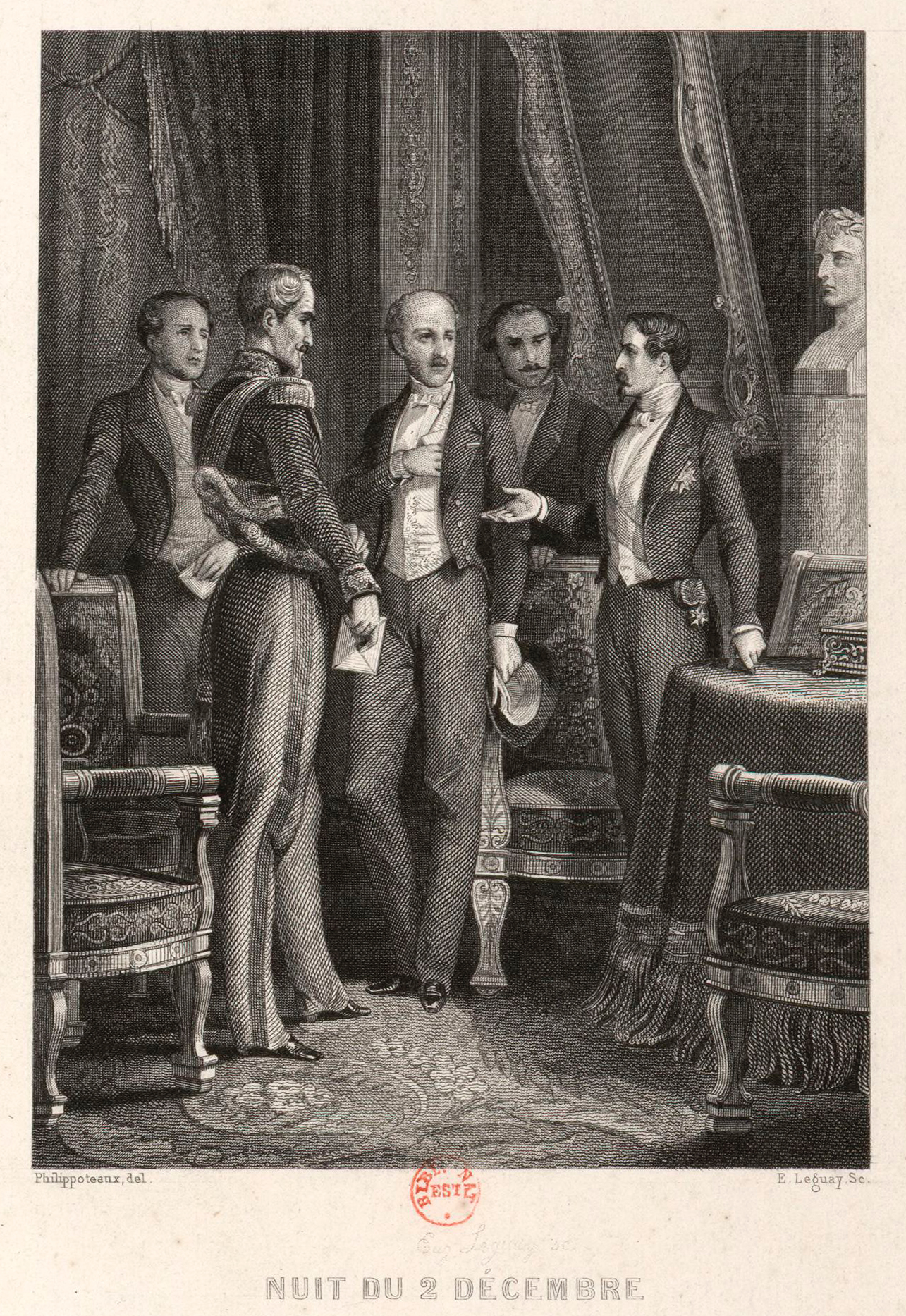

1851년 프랑스 쿠데타(영어: 1851 French coup d'état) 또는 12월 2일 쿠데타는 1851년 당시 프랑스 제2공화국의 대통령 루이-나폴레옹 보나파르트가 단행한 쿠데타이다. 루이-나폴레옹은 프랑스 국민 의회를 성공적으로 해산하고, 곧 이은 국민 투표를 통해 이듬해 프랑스 제2 제국을 재건했다.

## 같이 보기
- 프랑스 제2공화국